# Stichting Art
Stichting Art, vaak verkort tot Art, is een studiestichting voor studenten kunstgeschiedenis aan de Universiteit Utrecht (voorheen het Kunsthistorisch Instituut, tegenwoordig het Departement Geschiedenis en Kunstgeschiedenis). 

## Geschiedenis
Art werd in 1983 opgericht door Cécile van der Harten, Jacky Limvers, Frank van den Hoek en Jan van Hasselt. 

## Interne structuur
In tegenstelling tot veel studieverenigingen is Art een stichting, daardoor wordt er gesproken van contribuanten en niet van leden.
De commissies van Stichting Art organiseren verschillende activiteiten voor contribuanten. Voorbeelden hiervan zijn de jaarlijkse veiling, boekenmarkt en expositie.

## Externe structuur
Art organiseert sinds de jaren '80 lezingen, bijvoorbeeld in samenwerking met het Centraal Museum, met sprekers als de Zuid-Afrikaanse beeldend kunstenares Marlene Dumas. Art organiseert ook jaarlijks verschillende activiteiten met andere studieverenigingen, voornamelijk die van geesteswetenschappen. 
Het tijdschrift Article, gestileerd als Art/cle, is nauw verbonden aan de stichting.  Article is een wetenschappelijk tijdschrift dat ingaat op actuele thema's binnen de beeldende kunst, architectuur en vormgeving. Het wordt uitgegeven door studenten en alumni Kunstgeschiedenis van de Universiteit Utrecht voor een breed publiek van kunstliefhebbers. Het tijdschrift is gelieerd aan Stichting Art en biedt studenten en jonge alumni een podium voor hun onderzoeksresultaten naast artikelen van gerenommeerde vakgenoten. Article verschijnt tweemaal per collegejaar.